# Custer State Park
Custer State Park ist ein State Park und Wildreservat in den Black Hills im Südwesten von South Dakota, USA. Der Park ist der größte und zugleich der erste State Park in South Dakota. Er wurde nach Lt. Colonel George Armstrong Custer benannt.
Ursprünglich bestand der Park aus sechzehn Arealen, die jedoch bald zu einem Gebiet zusammengeführt wurden.

## Geschichte
Der Park wurde 1912 gegründet und gewann in den 1920er Jahren viel zusätzliche Fläche. In den 1930er Jahren baute das Civilian Conservation Corps Straßen, legte Campingplätze an und errichtete drei Dämme, die für Wassersportmöglichkeiten im Park dienen sollten. 1964 wurden noch einmal 22.900 acre (93 km²) Fläche angegliedert.
Heute bedeckt der Park eine Fläche von 71.000 acre (287 km²).
Der Park erlangte 1927 besondere Berühmtheit, als der Präsident Calvin Coolidge dort sein Summer White House bezog und aus den Black Hills die Nachricht übermittelte, dass er 1928 nicht erneut für das Präsidentenamt kandidieren würde.

## Geographie
Das Gebiet ist staatenübergreifend mit vielen Schutzgebieten bestückt. Ganz in der Nähe liegen Wind-Cave-Nationalpark, Mount Rushmore, Jewel Cave National Monument, Crazy Horse Memorial, Badlands-Nationalpark, Thunder Basin National Grassland, Oglala National Grassland, Pine Ridge Reservation.
| Nordwesten: Devils Tower National Monument | Norden: Mount Rushmore Jewel Cave National Monument     | Nordosten:                       |
| Westen: Thunder Basin National Grassland   |                                                         | Osten: Badlands-Nationalpark     |
| Südwesten:                                 | Süden: Wind-Cave-Nationalpark Oglala National Grassland | Südosten: Pine Ridge Reservation |

### Sehenswürdigkeiten
Das Peter Norbeck Center steht auf der Liste des National Register of Historic Places und befindet sich an der U.S. Route 16A in Custer. Die Ausstellung gibt einen Überblick über Naturgeschichte und Kulturerbe des Parks. Neben Wildtier-Dioramen und einem Civilian Conservation Corps „Bunkhouse“ gibt es eine Goldsucher-Ausstellung. Das Zentrum wurde nach dem Gouverneur von South Dakota und Senator Peter Norbeck benannt und bildet den Ausgangspunkt für die Naturprogramme, die von den Parkrangern angeboten werden.
Badger Hole (Badger Clark Historical Site) war Heimat von Charles Badger Clark (1883–1957), der 1937 der erste Poet Laureate von South Dakota wurde. Er war bekannt für seine Cowboy Poetry. Das Haus hat noch die Originalausstattung. Besucher können das Haus besichtigen und einen Spaziergang auf dem Badger Clark Historic Trail machen.
Der Sylvan Lake befindet sich direkt am Needles Highway und bietet vielfältige Erholungsmöglichkeiten wie Wandern, Klettern, Boot fahren und Schwimmen.

### Flora & Fauna
Der Park beherbergt eine berühmte Herde von ca. 1500 freilaufenden Plains-Bisons. Wapiti, Kojote, Maultierhirsch, Weißwedelhirsch, Schneeziege, Präriehunde, Dickhornschaf, Nordamerikanischer Fischotter, Gabelbock, Puma, und wildlebende Burros (Esel) sind weitere Großtiere des Parks. Der Park ist berühmt für seine Landschaft und seine landschaftlich schönen Straßen (Needles Highway, Wildlife loop), mit Begegnungsmöglichkeiten mit der Bisonherde und Präriehundkolonien. Er ist von Rapid City aus zugänglich.

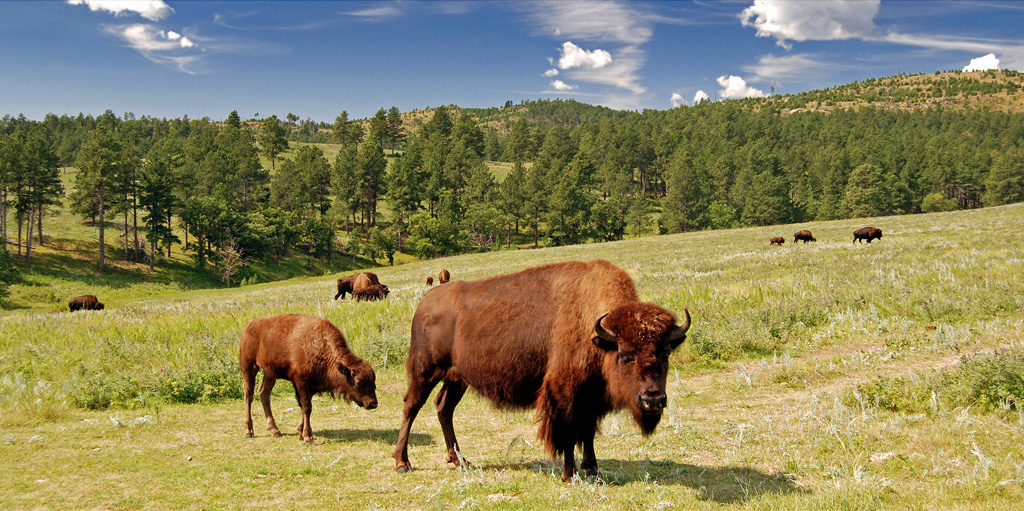
Bisons an der Wildlife Loop Road
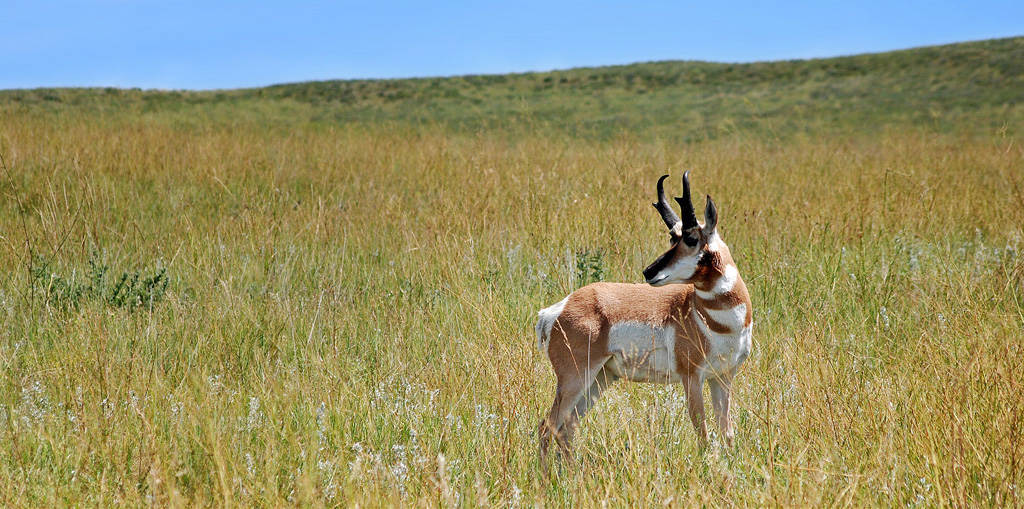
Pronghorn an der Wildlife Loop Road

## Annual buffalo roundup (Bisontreiben)
Im Park findet jährlich im September ein Buffalo roundup (Bisontreiben) mit Auktion statt. Dabei werden die Bisons im Park zusammen getrieben und mehrere hundert auf einer Auktion verkauft, so dass die verbleibenden Tiere wieder genügend Platz haben. Die Roundups begannen 1965; heute ziehen sie jedes Jahr etwa 10.000 Besucher an.

## Begging Burros (Bettelnde Esel)
Begging Burros werden die wildlebenden Esel im Custer State Park genannt. Die Esel haben keine Scheu vor den Besuchern und ihren Autos. Sie kommen heran und betteln um Naschereien. Heute bringen Besucher speziell für sie Futter mit. Oft blockieren bis zu 50 Esel an einer bestimmten Stelle die Straße.